# 坂田あふる
坂田 あふる（さかた あふる、本名＝坂田溢、1936年1月30日 - 2013年12月19日）は日本の作詞家。
石川県鶴来町（現白山市）出身。家業を継いで建具職人をしていたが、32歳の時、作詞家を志し上京。作詞家の宮川哲夫に師事する。初期に星川あゆみというペンネームも使っている。

## 主な作品
- 西郷輝彦「渚の恋まつり」（作詞：星川あゆみ・補作詞水沢圭吾・作曲：小杉仁三）
- 大信田礼子「花が散るとき」（作詞：坂田溢・作曲：高田弘）
- 三島敏夫「女の6号室」（作詞：坂田あふる・作曲：乙田修三）
- 八汐亜矢子「狭山音頭」（作詞：坂田あふる・作曲：下川博省）
- 俵健一郎「赤い自転車」（作詞：坂田あふる・作曲：野村旬平）
- 木田俊之「こころ」（作詞：坂田あふる・作曲：桜田誠一）
- 松原のぶえ「北桟橋」（作詞：坂田あふる・補作詞、作曲：原譲二）
- 西奈実栄「人生宝節」（作詞：坂田あふる・作曲：サトウ進一）
- 北川大介「帰れないのさ」（作詞：坂田あふる・作曲：原譲二）
- 真咲よう子「笹舟哀歌」（作詞：坂田あふる・作曲：原譲二）
- 金田たつえ「妻よ 〜愛しき相棒よ〜」（作詞：坂田あふる・作曲：花笠薫）

| スタブアイコン | サブスタブ | この項目は、まだ閲覧者の調べものの参照としては役立たない、文人（小説家・詩人・歌人・俳人・作詞家・作家・放送作家・随筆家（コラムニスト）・文芸評論家）に関連した書きかけの項目です。この項目を加筆・訂正などしてくださる協力者を求めています（P:文学/PJ:作家）。 |